# Крістіан де Шалонж
Крістіан де Шалонж (фр. Christian de Chalonge; нар. 21 січня 1937, Дуе, Нор, Франція) — французький кінорежисер та сценарист. Лауреат премії «Сезар» 1979 року за найкращу режисерську роботу у фільмі «Чужі гроші» .

## Життєпис
Крістіан де Шалонж народився 21 січня 1937 року у місті Дуе (департамент Нор у Франції). Здобувши освіту у Вищій школі кінематографічних досліджень (IDHEC, зараз La Fémis), працював асистентом у таких режисерів, як Анрі-Жорж Клюзо, Ален Жессюа, Жорж Франжю та Тоні Річардсон.
Як режисер Крістіан де Шалонж дебютував у 1967 році стрічкою «O Salto», поставленою ним за власним сценарієм. Ця робота отримала Приз Міжнародної Католицької організації в царині кіно (OCIC) на Венеційському кінофестивалі, а у 1968 році де Шалонж отримав за фільм Приз Жана Віго.
Найуспішнішою постановкою Крістіана де Шалонжа став фільм 1978 року «Чужі гроші» з Жан-Луї Трентіньяном та Катрін Денев у головних ролях. Стрічка була номінована у п'яти категоріях на отримання премії «Сезар», виборовши дві з них: за найкращий фільм та найкращу режисерську роботу. Де Шалонж за цей фільм у 1978 році отримав також Приз Луї Деллюка.
У 1981 році Крістіан де Шалонж екранізував роман французького письменника Робера Мерля «Мальвіль». Однойменний фільм за участі Мішеля Серро, Жака Дютрона, Жака Вільре та Жан-Луї Трентіньяна було номіновано на «Сезара» у чотирьох категоріях, в одній з яких (за найкращі декорації), він отримав нагороду.
З початку 2000-х років Крістіан де Шалонж віддає перевагу роботі на телебаченні, поставивши, зокрема, кілька епізодів серіалу про комісара Мегре та екранізувавши твори Мольєра «Скупий», «Удаваний хворий» та «Міщанин у дворянстві».

## Фільмографія
Кіно
| Рік  | Українська назва         | Оригінальна назва           | Примітки                            |
| ---- | ------------------------ | --------------------------- | ----------------------------------- |
| 1967 |                          | O Salto                     |                                     |
| 1971 | Союз                     | L'alliance                  |                                     |
| 1978 | Чужі гроші               | L'argent des autres         |                                     |
| 1981 | Мальвіль                 | Malevil                     | за однойменним романом Робера Мерля |
| 1982 | Буремні сорокові         | Les quarantièmes rugissants |                                     |
| 1990 | Доктор Петіо             | Docteur Petiot              |                                     |
| 1991 | Викрадач дітей           | Le voleur d'enfants         |                                     |
| 1996 | Прекрасне літо 1914 року | Le bel été 1914             |                                     |
| 1996 | Осінні діти              | Les enfants de l'automne    |                                     |
| 1997 | Лицедій                  | Le comédien                 |                                     |

Телебачення
| Рік       | Українська назва                  | Оригінальна назва                             | Примітки  |
| --------- | --------------------------------- | --------------------------------------------- | --------- |
| 1974-1979 | Незвичайні історії                | Histoires insolites                           | серіал    |
| 1988-1990 | Таємні досьє інспектора Лавардена | Les dossiers secrets de l'inspecteur Lavardin | серіал    |
| 1991-2005 | Мегре                             | Maigret                                       | серіал    |
| 2007      | Скупий                            | L'avare                                       | телефільм |
| 2008      | Удаваний хворий                   | Le malade imaginaire                          | телефільм |
| 2009      | Міщанин у дворянстві              | Le bourgeois gentilhomme                      | телефільм |

## Визнання
| Рік                        | Категорія                                                     | Фільм                            | Результат |
| -------------------------- | ------------------------------------------------------------- | -------------------------------- | --------- |
| Венеційський кінофестиваль |                                                               |                                  |           |
| 1967                       | «Золотий лев»                                                 | «O Salto»                        | Номінація |
| 1967                       | Приз Міжнародної Католицької організації в царині кіно (OCIC) | «O Salto»                        | Перемога  |
| Приз Жана Віго             |                                                               |                                  |           |
| 1968                       | Найкращий фільм                                               | «O Salto»                        | Перемога  |
| Приз Луї Деллюка           |                                                               |                                  |           |
| 1978                       | Найкращий фільм                                               | «Чужі гроші»                     | Перемога  |
| Премія «Сезар»             |                                                               |                                  |           |
| 1979                       | Найкращий фільм                                               | «Чужі гроші»                     | Перемога  |
| 1979                       | Найкраща режисерська робота                                   | Крістіан де Шалонж               | Перемога  |
| 1979                       | Найкращий адаптований сценарій                                | Крістіан де Шалонж та П'єр Дюмає | Номінація |
| Fantafestival              |                                                               |                                  |           |
| 1982                       | Найкращий фільм                                               | «Мальвіль»                       | Перемога  |